# Лінкольн (фільм)
Лінкольн (англ. Lincoln) — американський біографічний фільм 2012 року режисера і продюсера Стівена Спілберга, за участю Денієла Дей-Льюїса в ролі 16-го президента США Авраама Лінкольна і Саллі Філд в ролі його жінки, Мері Тодд Лінкольн. Фільм знятий на основі біографії американського історика Доріс Кернс Гудвін — «Команда суперників: політичний геній Авраама Лінкольна» (Team of Rivals: The Political Genius of Abraham Lincoln») і охоплює останні чотири місяці життя Лінкольна, приділяючи особливу увагу зусиллям президента в січні 1865 року, щоб прийняти Тринадцяту поправку до Конституції Сполучених Штатів Палатою представників Сполучених Штатів.

## У ролях

### Господарство Лінкольна
| Актор                | Роль                 |
| -------------------- | -------------------- |
| Денієл Дей-Льюїс     | Авраам Лінкольн      |
| Саллі Філд           | Мері Тодд Лінкольн   |
| Глорія Рубен         | Елізабет Кеклі       |
| Джозеф Гордон-Левітт | Роберт Тодд Лінкольн |
| Гуллівер Макграт     | Томас Лінкольн       |
| Елізабет Марвел      | місіс Джоллі         |
| Білл Кемп            | містер Джоллі        |

### Армія Союзу
| Актор          | Роль                          |
| -------------- | ----------------------------- |
| Адам Драйвер   | Самюел Беквіт                 |
| Джаред Гарріс  | генерал-лейтенант Улісс Грант |
| Кларенс Кі     | генерал-інспектор Сет Вільямс |
| Колман Домінго | рядовий Гарольд Грін          |
| Девід Оєлово   | капрал Айра Кларк             |
| Дейн Де Гаан   | солдат                        |
| Лукас Хаас     | солдат                        |

### Білий дім
| Актор           | Роль                |
| --------------- | ------------------- |
| Девід Стретейрн | Вільям Генрі Сьюард |
| Джозеф Кросс    | Джон Мілтон Гей     |
| Брюс Макгілл    | Едвард Стентон      |
| Джеремі Стронг  | Джон Джордж Ніколай |
| Грейнджер Хайнс | Гідеон Веллс        |

### Палата представників
| Актор          | Роль                         |
| -------------- | ---------------------------- |
| Томмі Лі Джонс | Тадеус Стівенс               |
| Лі Пейс        | Фернандо Вуд                 |
| Білл Реймонд   | Шайлер Колфакс               |
| Майкл Стулбарг | Джордж Гелм Ємен             |
| Боріс Макгівер | Александер Гамільтон Коффрот |
| Волтон Гоггінс | Клей Гокінс                  |

### Республіканська партія
| Актор             | Роль                 |
| ----------------- | -------------------- |
| Хел Холбрук       | Френсіс Престон Блер |
| Джеймс Спейдер    | Вілльям Більбо       |
| Тім Блейк Нельсон | Річард Шелл          |
| Джон Гокс         | Джордж Летем         |
| Епата Меркерсон   | Лідія Сміт           |

### Конфедерація
| Актор           | Роль                    |
| --------------- | ----------------------- |
| Джекі Ерл Гейлі | Александер Стівенс      |
| Григорій Іцин   | Джон Арчибальд Кемпбелл |
| Крістофер Бойєр | Роберт Едвард Лі        |

## Виробництво
Зйомки фільму тривали з 17 жовтня до 19 грудня 2011 року. 

## Реліз
Прем'єра відбулася 8 жовтня 2012 року. 

## Нагороди
Лінкольн отримав сім номінацій, серед них одна перемога (найкращий актор-драма, Денієл Дей-Льюїс) нагороди Золотий Глобус. На премію Оскар тримав дванадцять номінацій, серед них дві перемоги (найкращий дизайн і найкращий актор — Денієл Дей-Льюїс). Фільм мав комерційний успіх зібравши у всьому світі понад 275 млн доларів.